# Luftangriffe auf Bratislava
Die Luftangriffe auf Bratislava der alliierten Mächte im Zweiten Weltkrieg fanden zwischen dem 16. Juni 1944 und dem 2. April 1945 statt. Die damalige Hauptstadt des Slowakischen Staats, eines Verbündeten des „Dritten Reichs“, wurde insgesamt sechsmal von der United States Army Air Forces (USAAF) angegriffen, dazu unternahmen die Luftstreitkräfte der Sowjetunion zwei Bombenangriffe am 21. und 22. Februar 1945 sowie kleinere Angriffe kurz vor der Einnahme der Stadt durch die Rote Armee am 4. April 1945.
Ziele der Luftangriffe waren vor allem die Apollo-Raffinerie, die kriegswichtige Materialien für das Dritte Reich lieferte, sowie Verkehrseinrichtungen wie der Winterhafen, Donaubrücke und Bahnhöfe, häufig wurden aber auch zivile Ziele in Mitleidenschaft gezogen.

## Vorgeschichte
Bratislava, deutsch auch Pressburg genannt, war seit 1895 Standort der Mineralölraffinerie Apollo, die kurz nach der Entstehung des Slowakischen Staates in die I.G. Farben eingegliedert wurde. Betrug die Verarbeitungskapazität zu Anfang des Zweiten Weltkriegs noch etwa 40.000 Tonnen Erdöl pro Jahr, stieg die tatsächliche Leistung im Jahr 1943 zu 160.445 Tonnen Öl. Im Sommer 1944 machte die Raffinerie etwa 1,3 Prozent der Erdölverarbeitung im gesamten Deutschen Reich aus. Aus diesem Grund geriet die Raffinerie, ähnlich wie bei den Ölfeldern im rumänischen Ploiești, ins Visier der amerikanischen Luftstreitkräfte, die dem Deutschen Reich am Zugang zu kriegswichtigen Materialien hindern sollte.
Obwohl der Slowakische Staat als Satellitenstaat des Deutschen Reichs im Kriegszustand gegen die Alliierten stand, führte die alliierten Luftstreitkräfte zuerst keine gezielten Luftangriffe gegen die Slowakei durch. Mit der Alliierten Invasion in Italien im Spätjahr 1943 beschloss man Maßnahmen zur Verteidigung der slowakischen Hauptstadt und stellte eine Jagdflugzeugstaffel auf, die am 31. Januar 1944 in die 13. Flugstaffel der slowakischen Luftwaffe überging. Für diese Aufgabe stellte man 14 Messerschmidt Bf 109 G-6 zur Verfügung, allerdings ging die 13. Flugstaffel im Frühling 1944 gegen die überfliegenden britisch-amerikanischen Verbände, möglicherweise auch wegen eines mündlichen Befehls des Verteidigungsministers Ferdinand Čatloš, nicht vor. Die den Kriegszustand nicht ernst nehmende Bevölkerung ignorierte weitgehend die Maßnahmen des Zivilen Luftschutzes (slowakisch Civilná protiletecká obrana, Abk. CPO). Zuletzt bombardierten ungarische Luftstreitkräfte im Slowakisch-Ungarischen Krieg die Stadt Spišská Nová Ves im März 1939, kleinere Luftgefechte fanden entlang der polnisch-slowakischen Grenze während des deutschen Überfalls auf Polen im September 1939 statt. Der relativ ruhige Zustand sollte sich aber im Juni 1944 ändern.

## Amerikanische Luftangriffe

### 16. Juni 1944

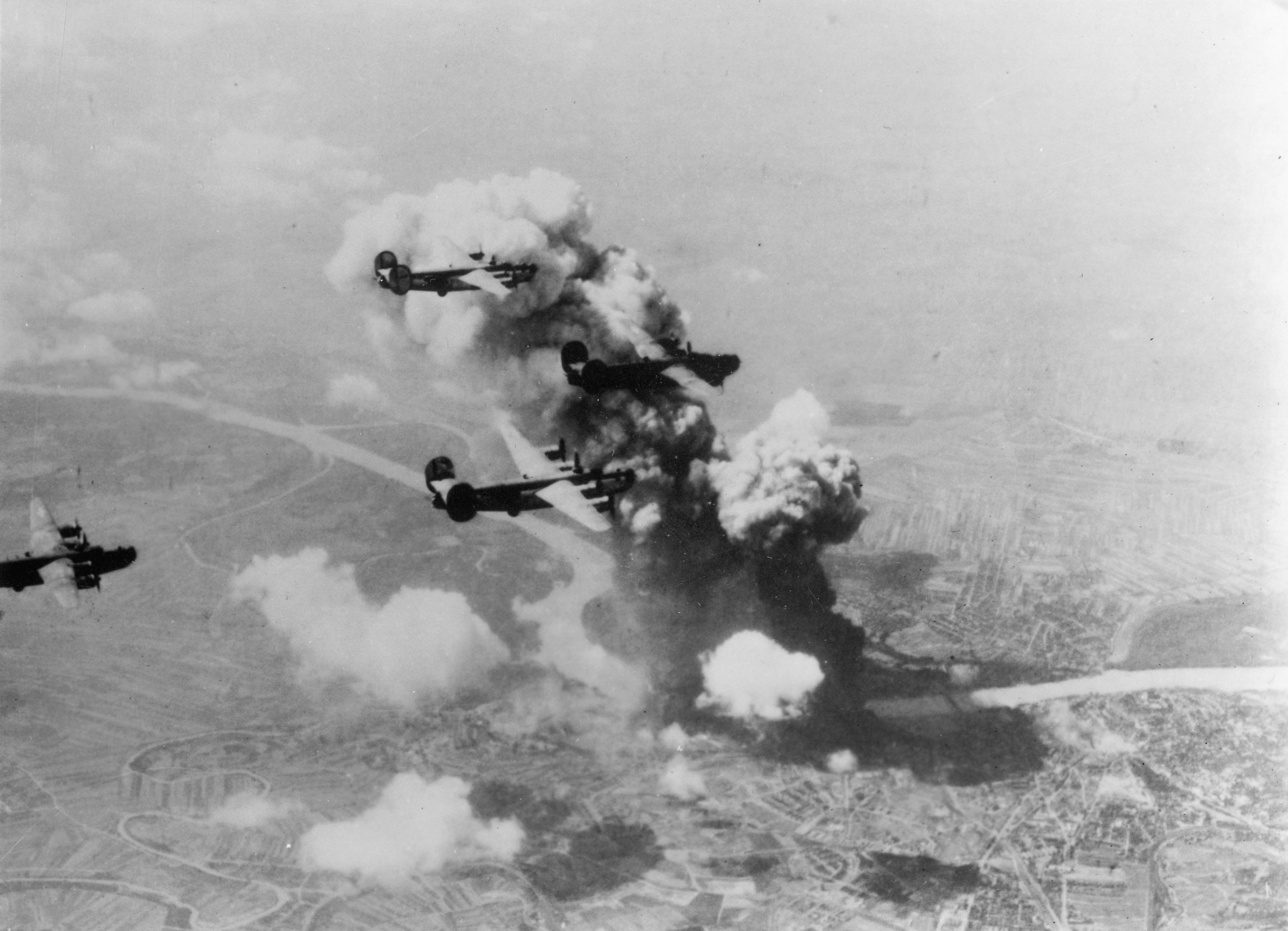
Vier B-24 über Bratislava, mit brennender Apollo-Raffinerie

Am Morgen des 16. Juni 1944 starteten Einheiten der 15. US-Luftflotte, nämlich 98th Bombardment Group mit 41 Consolidated B-24 „Liberator“, 376th Bombardment Group mit 43 Stück B-24s sowie 450th Bombardment Group und 449th Bombardment Group mit je 42 B-24, im südlichen Italien, die sich zur 47th Bombardment Wing zusammenschlossen und über Jajce und Banja Luka Richtung Bratislava flogen. Bei Hajmáskér fangen deutsche und ungarische Einheiten den amerikanischen Verband ab, wurden aber mit schweren Verlusten zurückgeschlagen. Ziel des Angriffs war die Apollo-Raffinerie, der Winterhafen sowie die Donaubrücke. Um 10:05 Uhr wurde der Fliegeralarm ausgelöst, sieben Minuten später begann die Bombardierung mit einem Angriff der 376th Bombardment Group auf die Raffinerie und weitere Ziele, um 10:15 Uhr folgte die 449th Bombardment Group. Erst nach dem zweiten Angriff begann der Beschuss durch Flugabwehrkanonen auf dem Burgberg und in Petržalka (zu dieser Zeit Engerau im Deutschen Reich), die zwei B-24 abschoss, eine schwer und 31 leicht beschädigte, dabei töteten fliegende Splitter sieben Flieger. Die dritte Welle der 450th Bombardment Group setzte den Angriff um 10:17 Uhr fort, bevor er vier Minuten später durch Bombenabwurf der 98th Bombardment Group beendet wurde.
In kaum zehn Minuten fiel eine Last aus Brand- und Sprengbomben von mehr als 369 Tonnen auf Bratislava. Die Raffinerie wurde zu 80 Prozent zerstört und brannte tagelang, dazu verursachten Zeitzünder weitere Brände und Schäden. Im Winterhafen wurde Kräne, Lager, Pontons und ein Teil von administrativen Gebäuden zerstört, dazu wurden direkt im Hafen 16 Wasserfahrzeuge versenkt. Die Bombardierung war ein schwerer Schlag für die slowakische Schifffahrtsgesellschaft Slovenská dunajská plavba: aus den vorherigen 21 Schiffen war danach lediglich ein Schiff betriebsbereit. Andererseits trafen die amerikanischen Flugzeuge auch zivile Ziele, darunter städtische Gaswerke, ein Elektrizitätswerk, ein Depot der Straßenbahn Bratislava, das Hauptgebäude des Slowakischen Nationalmuseums sowie Marktfläche auf dem heutigen Platz Námestie SNP. Die möglicherweise für das Präsidentenpalais bestimmten Bomben verfehlten ihr Ziel und trafen stattdessen Gebäude in der Umgebung, darunter den Platz Suché mýto sowie Straßen Vysoká und Uhorská (heute Obchodná).
Die zu dieser Zeit am Flughafen Piešťany dislozierte 13. Flugstaffel konnte nicht rechtzeitig in das Geschehen eingreifen. Obwohl die slowakischen Flieger den Ausgang kaum beeinflussen konnten, wurden die Flieger von der Deutschen Luftwaffenmission in der Slowakei der Feigheit beschuldigt. Auch aus diesem Grund unternahmen die Flieger in acht Bf 109 G-6 am 26. Juni 1944 einen Angriff auf einen durchfliegenden amerikanischen Bomberverband, wurde aber von den begleitenden Jagdflugzeugen derart zurückgeschlagen, dass nur ein Flugzeug unbeschädigt landen konnte. Dadurch verlor die slowakische Luftwaffe auf einen Schlag eine Hälfte der modernsten Jagdflugzeuge, die für einen eventuellen Aufstand gegen die deutsche Macht in der Slowakei bestimmt worden waren.
Nach zeitgenössischen Berichten verloren 74 Menschen in der Apollo-Raffinerie ihr Leben. Nach Angaben des damaligen Innenministers Alexander Mach im Landtag der Slowakischen Republik am 22. Juni 1944 forderte der Luftangriff insgesamt 181 Tote, 111 Schwer- und 584 Leichtverletzte. Jedoch ist auch heute die genaue Zahl der Opfer nicht zweifelsfrei bekannt: der slowakische Historiker Dušan Kováč gibt 187 Opfer an, andere Schätzungen reichen von 120 bis 300 Opfern, der Zivile Luftschutz des Slowakischen Staats ging sogar von 770 Opfern aus. Der entstandene Schaden wurde auf etwa 319 Millionen Ks beziffert.

### 20. September 1944

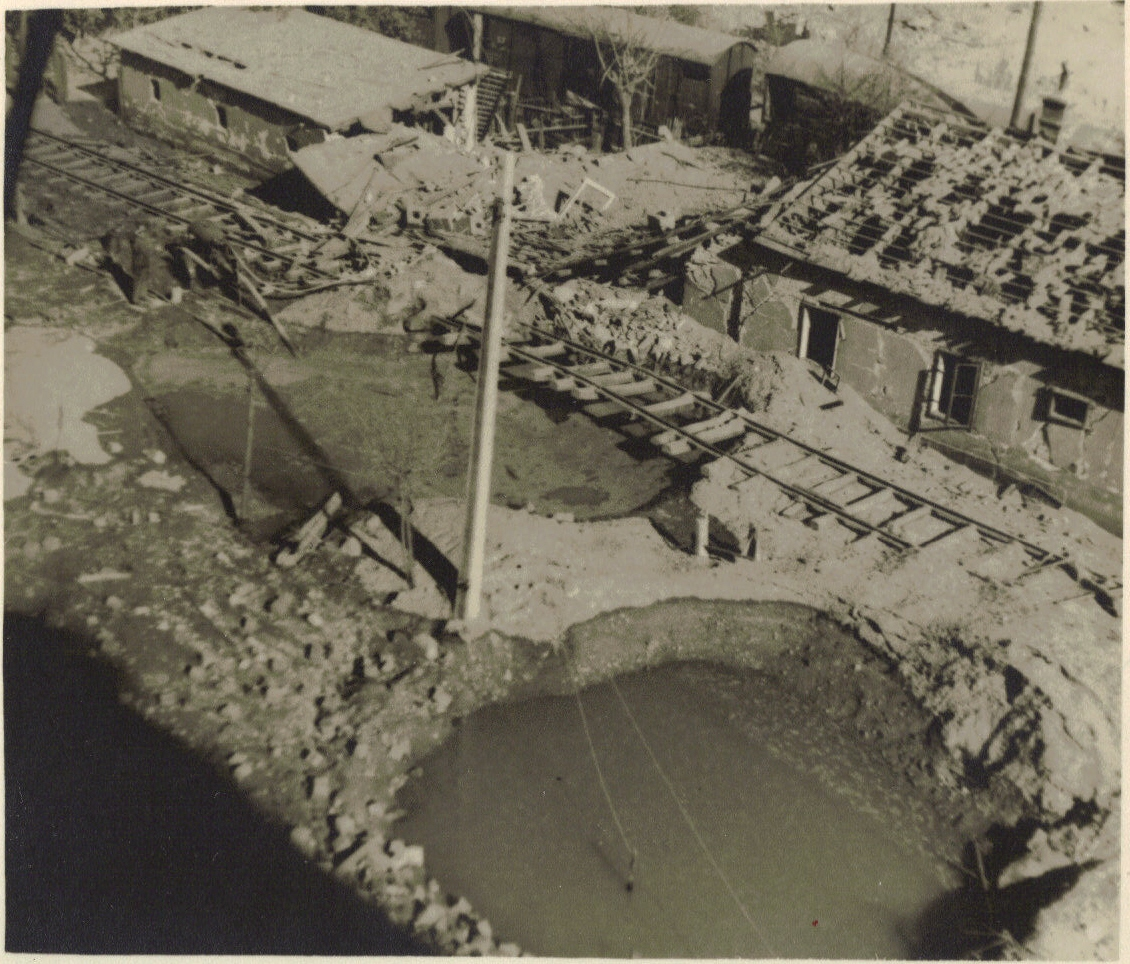
Folgen der Bombardierung der Apollo-Raffinerie

Die Stadt wurde zum Ziel eines weiteren Angriffs durch 56 B-24 der 98th Bombardment Group und 376th Bombardment Group, begleitet durch 41 North American P-51 „Mustang“, nachdem Alliierte schnelle Reparaturen an der Raffinerie und Wiederherstellung eines Drittels der vorherigen Kapazität festgestellt hatten. Die Flugzeuge trafen am 11:51 Uhr ein und warfen bis 12:05 Uhr von einer Höhe von 6000 bis 7000 m eine Bombenlast von 136 Tonnen ab. Dieser Angriff zerstörte auch die noch unbeschädigten Teile der Raffinerie, die nie wieder ihre vorherige Kapazität erreichte. Die Bomben trafen auch mehrere Öllager sowie ein Umspannwerk nahe der Kleinen Donau. Als Teil dieses Angriff wurde auch der außerhalb Bratislavas stehende Militärflugplatz Malacky bombardiert.

### 14. Oktober 1944
In diesem Angriff war Bratislava ein Ausweichziel, neben den zu dieser Zeit zu Ungarn gehörenden Städten Nové Zámky (damals Érsekújvár) und Komárno (damals Komárom). Eigentliches Ziel der insgesamt 627 amerikanischer Flugzeuge Typ B-17 und B-24, begleitet durch 400 Jagdflugzeuge, waren deutsche Ölraffinerien in Oberschlesien. Trotz der starken Bewölkung griffen einige alliierte Flugzeuge die Umgebung des Rangierbahnhofs unweit des Hauptbahnhofs, die Straße Lamačská cesta sowie die Donaubrücke, die allerdings verfehlt wurde, stattdessen trafen die Bomben naheliegende zivile Ziele. An diesem Tag fielen mehr als 57 Tonnen Bomben.

### 6. Dezember 1944
Der Angriff am Nikolaustag 1944 war Teil eines größeren Angriffs von 270 amerikanischen Flugzeugen Typ B-17 und B-24, die gegen Rangierbahnhöfe in Graz, Maribor, Zalaegerszeg, Szombathely, Sopron, Nagycenk, Hegyeshalom und Bratislava vorging. Die 465th Bombardment Group kam um 11:15 Uhr und warf trotz Bewölkung 34,25 Tonnen Bomben ab, die den Rangierbahnhof sowie Gleise, Bahndepot unweit der Straße Pionierska (damals Rómerova) und ein angrenzendes Industriegebiet trafen. Die 464th Bombardment Group wählte als Ausweichziel den Rangierbahnhof in der damals selbständigen Gemeinde Devínska Nová Ves im heutigen Nordwesten Bratislavas. Die Umgebung des Bahnhofs wurde schwer beschädigt und die Gleise kurzzeitig unterbrochen, einige Bomben fielen in die umliegenden Felder. In Devínska Nová Ves wurden 40 Häuser zerstört, 50 Häuser unbewohnbar gemacht, weitere 49 beschädigt, aber reparierbar. Die Bombenlast erreichte 61 Tonnen. 

### 7. Februar 1945
Der Winterhafen wurde an diesem Tag Ausweichziel für 17 Flugzeuge des Typs B-24 der Blue Force in der 451th Bombardment Group. Der Hauptangriff war auf Raffinerien in der Umgebung Wiens gerichtet. Um 14:30 Uhr fielen 32,5 Tonnen Bomben auf den Hafen und Gebiet südöstlich des Hafens, die zwei Waggons und Gleise beschädigten, allerdings war diese Bombardierung eher ein Misserfolg.

### 26. März 1945
Der letzte überlieferte Luftangriff der USAAF war Teil eines größeren Angriffs auf Bahnhöfe in Wiener Neustadt, Strasshof an der Nordbahn, Bruck an der Leitha und Neunkirchen in der damaligen Ostmark, Szombathely in Ungarn sowie in Bratislava. Das Ziel war die Konzentration deutscher Truppen und Ausrüstung im Bahnhof Bratislava-zriaďovacie nádraźie (heute Bahnhof Bratislava východ). Etwa 60 Flugzeuge des Typs B-24 warfen von 13:21 bis 14:02 Uhr fast 134 Tonnen Bomben auf den Bahnhof ab, die die Bahnwerkstatt sowie das Depot, aber auch die nahe Siedlung Rendez (heute Východné genannt) trafen. Zahlreiche Krater unterbrachen kurzzeitig Gleisverbindungen, aus den 600 Eisenbahnwaggons wurden aber lediglich 100 zerstört oder beschädigt. 

## Sowjetische Luftangriffe
Mit der sich herannahenden Ostfront Richtung Bratislava begannen auch Angriffe der sowjetischen Luftwaffe. Die 5. Luftarmee setzte Flugzeuge Typ North American B-25 „Mitchell“ ein, um in der Nacht vom 21. zum 22. Februar 1945 den Hauptbahnhof zu bombardieren. Von 20:50 bis 21:22 Uhr warfen 278 Bomben ab, davon 100 trafen das Primärziel und 80 umliegende Gebäude.
Am Abend des 22. Februar startete ein zweiter Luftangriff. In der ersten Welle von 18:40 bis 19:10 Uhr griffen sowjetische Bomber erneut den Hauptbahnhof an, mit einer Bombenlast von 65,42 Tonnen. Von 278 Bomben trafen ungefähr 120 den Hauptbahnhof mit seiner Umgebung. In der zweiten Welle von 20:00 bis 21:00 Uhr bombardierten die Sowjets Kasernen und den Flugplatz Vajnory, wegen unzureichender Zielgenauigkeit erlitten auch zivile Ziele im Gebiet östlich der Altstadt an den Straßen Špitálska, Richardova (heute Rajská) und Grösslingova, weiter Hamuliakova bei der Apollo-Raffinerie sowie Priečna beim Štadión Tehelné pole schwere Schäden.
Bis zur Einnahme der Stadt durch die Rote Armee bombardierten sowjetische Flugzeuge im März 1945 die sich außer Betrieb befindliche Apollo-Raffinerie, der letzte sowjetische Luftangriff erfolgte in der Nacht vom 1. zum 2. April 1945.

## Folgen
Insbesondere der Luftangriff vom 16. Juni 1944 erschütterte die bisher von direkten Kriegseinwirkungen nur wenig berührte slowakische Gesellschaft. Einerseits demonstrierte er die steigende Übermacht der alliierten Streitkräfte und trug zur Stärkung von Widerstandsgefühlen im Slowakischen Staat bei, andererseits nutzte die slowakische Regierung die Gelegenheit, unter dem Eindruck der Opfer die Bombardierung als „terroristischen Luftangriff“ zu denunzieren und gegen die Alliierten, insbesondere Amerikaner, zu hetzen. Die Regierungsmitglieder sahen hinter dem Angriff die Politik der tschechoslowakischen Exilregierung von Edvard Beneš in London, die den Briten und Amerikanern Luftangriffe gegen wichtige slowakische Städte beraten haben sollten, um für Unruhen in der Slowakei zu sorgen und den Widerstand gegen die Regierung von Jozef Tiso zu erwecken.